# Tatjana Rosenthal
Tatjana Konradowna Rosenthal (ros. Татьяна Конрадовна Розенталь, ur. 1884 w Mińsku, zm. 1920 w Sankt Petersburgu) – rosyjska lekarka, psychoanalityczka i neurolog.

## Życiorys
Pochodziła z rodziny rosyjskich Żydów. Od 1906 roku w Zurychu, gdzie studiowała medycynę. Po ukończeniu studiów przeniosła się do Wiednia, w 1911 została przyjęta do Wiedeńskiego Towarzystwa Psychoanalitycznego. Po wybuchu I wojny światowej wróciła do Rosji. W 1920 objęła dyrekcję dziecięcej kliniki psychiatrycznej. Niedługo potem popełniła samobójstwo.